# Gejuelo del Barro
Gejuelo del Barro és un municipi de la província de Salamanca a la comunitat autònoma de Castella i Lleó. Limita al nord amb Villaseco de los Reyes, a l'est amb Ledesma i Doñinos de Ledesma, al sud amb Villaseco de los Gamitos i Villasdardo i a l'oest amb Villar de Peralonso i Tremedal de Tormes.
| 1991 | 1996 | 2001 | 2004 |
| ---- | ---- | ---- | ---- |
| 56   | 51   | 50   | 50   |